# لاريس مابيالا
لاريس مابيالا (بالفرنسية: Larrys Mabiala)‏ (مواليد 8 أكتوبر 1987 في مونتفيرميل - فرنسا) لاعب كرة قدم كونغولي ديمقراطي يلعب حاليا لصالح نادي الدرجة الأولى نيس الفرنسي منذ 2009 في مركز قلب الدفاع .

## روابط خارجية
- لاريس مابيالا على موقع الاتحاد الأوربي (الإنجليزية)
- لاريس مابيالا على موقع اتحاد تركيا (لاعب) (الإنجليزية)
- لاريس مابيالا على موقع رابطة كرة القدم الفرنسية للمحترفين (الإنجليزية)
- لاريس مابيالا على موقع الدوري الأمريكي (الإنجليزية)
- لاريس مابيالا على موقع إي إس بي إن إف سي (الإنجليزية)
- لاريس مابيالا على موقع قاعدة بيانات كرة القدم.إي يو (الإنجليزية)
- لاريس مابيالا على موقع ليكيب (الفرنسية)
- لاريس مابيالا على موقع ناشيونال فوتبول تيمز (الإنجليزية)
- لاريس مابيالا على موقع Soccerbase.com (لاعب) (الإنجليزية)
- لاريس مابيالا على موقع Soccerway.com (الإنجليزية)